# Benbow Inn

El Benbow Inn, en Garberville, California, es un hotel construido en 1926.
Fue uno de los primeros hoteles en Redwood Highway; originalmente se llamaba Hotel Benbow.
Se incluyó en el Registro Nacional de Lugares Históricos en 1983.
Fue construido con abeto Douglas y es de estilo Tudor Revival. 
Es miembro de los Hoteles Históricos de América .

## Historia
El Benbow Historic Inn fue diseñado por el arquitecto Albert Farr, famoso por diseñar The Wolf House para el novelista Jack London. La familia Benbow construyó el hotel, Benbow Dam, Power Company, así como el cercano parque de casas rodantes y campo de golf como parte de su comunidad turística a lo largo de Redwood Highway.
Fue anfitrión de la élite de Hollywood y otros invitados políticos de alto nivel, ofreciéndoles excelentes comidas, paseos a caballo, golf, caminatas, natación, paseos en bote y pesca en el cercano río Eel.